# クライオワン
株式会社クライオワン（クライオワン、 Cryo One Inc.）は産業ガスメーカーである大陽日酸グループの1社。
鉄鋼、電子、化学、医療等の分野で用いられる低温液化ガスを貯蔵、輸送、運搬、供給する機器の製造・販売等を行っている。

## 沿革
旧・日酸工業株式会社
- 1957年 - 日本酸素（現：大陽日酸）の系列子会社として日酸工業（東京都大田区）を設立。
- 1961年 - 液化ガスローリーの製作を開始。
- 1964年 - コールドエバポレータ（CE）の製作を開始。
- 1967年 - 鶴見工場（神奈川県横浜市鶴見区）が完成。
- 1970年 - 鶴見工場を拡充し、本社並びに本社工場を移転・集約。
- 1987年 - 株主に大陽酸素、東洋酸素、小池酸素工業、三菱商事、東京ガスケミカルが加わる。

旧・ダイヤ冷機工業株式会社
- 1971年 - 大陽酸素（現：大陽日酸）と三菱商事の合弁事業として設立。
- 1972年 - 大阪府堺市に本社・工場を建設、液化窒素式低温輸送装置、凍結保存容器、可般式超低温液化ガス容器（LGC）、コールドエバポレータ（CE）の製作・販売を開始。
- 1986年 - 株主に日本酸素、東洋酸素（現：大陽日酸）、小池酸素工業、近畿冷熱（現：大阪ガスリキッド）が加わる。

株式会社クライオワン
- 2005年 - 日酸工業株式会社とダイヤ冷機工業株式会社の合併により株式会社クライオワン発足、大阪府堺市堺区に本社工場を新設、鶴見、堺の両工場を統合した。

## 主な製品
- コールドエバポレータ（CE）
- 液化ガスローリー
- 蒸発器
- 可般式超低温液化ガス容器
- 液化ガス貯蔵・運搬容器
- 凍結保存容器
- 天然ガス及び液化石油ガス関連機器
- 特殊機器
- 在宅酸素療法用酸素容器
- 液化窒素式低温輸送装置

## 事業所
- 本社・工場（大阪府堺市）

かつて存在した事業所
- 関東営業所（神奈川県川崎市） - 2011年12月29日閉鎖
- 広島営業所（広島県広島市） - 2011年9月30日閉鎖
- 九州営業所（福岡県北九州市） - 2011年9月30日閉鎖